# Haparanda kommunvapen

Haparanda kommunvapen

Haparanda kommunvapen innehåller två så kallade treberg med tomt vitt fält emellan. På det främre syns en riksgränsstolpe i guld som är försett med ett kors upptill. Alldeles nedanför korset sitter ett blått klot med tre kronor. De tre kronorna kommer från Sveriges lilla riksvapen och symboliserar Sverige. Riksgränsstolpen symboliserar att det går en statsgräns mellan två länder. På andra sidan ligger nämligen Finland och det bakre treberget symboliserar Finland. Det tomma fältet är Torne älv som utgör gränsen mellan de två länderna. Det finns två träd, ett på vardera sidan om riksgränsstolpen, detta är två aspar. Längst uppe på vapenskölden finns en sol.
Blasonering: I fält av silver en från ett grönt treberg mellan två uppväxande gröna aspar under en sol av guld uppskjutande riksgränsstolpe av guld med ett blått klot, belagt med tre kronor av guld och krönt med ett kors av guld, lagd över ett svävande, genomgående, nedtill rakt avskuret blått treberg.
Vapnet återfinns i ett kungligt brev från 1828. Haparanda hade grundats efter det att Sverige avträtt Finland och riksgränsen dragits i Torne älv. Bilden syftar på läget intill gränsen. Vapnet fastställdes inte av Kunglig Majestät, men registrerades för den nya kommunen i Patent- och registreringsverket 1977.